# ایتاکواتیرا (آمازوناس)
ایتاکواتیرا (به پرتغالی: Itacoatiara) یک منطقهٔ مسکونی در برزیل است که در آمازوناس (برزیل) واقع شده‌است. ایتاکواتیرا ۸٬۸۹۱٫۹۹۳ کیلومتر مربع مساحت و ۱۰۲٬۷۰۱ نفر جمعیت دارد و ۴۰ متر بالاتر از سطح دریا واقع شده‌است.